# William Turner
Joseph Mallord William Turner (ur. 23 kwietnia 1775 w Londynie, zm. 19 grudnia 1851 tamże) – angielski malarz, znany przede wszystkim z romantycznych pejzaży. Uważany za prekursora impresjonizmu.
Jego obrazy charakteryzują się pięknymi barwami, głównie żółcieniami. W swych pracach potrafił świetnie uchwycić grę światła. Najbardziej znane prace to Zachód słońca, Deszcz, para, szybkość, Upadek Kartaginy oraz Burza śnieżna na morzu.

## Życiorys
Urodził się w rodzinie perukarza Williama Turnera, przy Maiden Lane w Covent Garden (aktualnie dzielnica Londynu). Jego matką była Mary Marshall. W roku 1785 został wysłany do wuja w Brentford, gdzie mając 14 lat rozpoczął naukę na kursach przygotowawczych do wstąpienia do Królewskiej Akademii Sztuki. Pierwszą akwarelę, scenę z Oxfordu, namalował mając 12 lat, w 1787. W 1790 po raz pierwszy wystawił swój obraz na Salonie Królewskiej Akademii Sztuki, a 10 lutego 1802 został jej członkiem. 
Prowadził własną galerię, wiele podróżował po Anglii, wyjeżdżał do Francji (Paryż), Holandii, Prus (Berlin, Szczecin), Saksonii (Drezno), Danii (Kopenhaga), Szwajcarii i Włoch (Wenecja).
Zmarł na cholerę w swym domu w Chelsea. Umierając miał powiedzieć: Słońce jest bogiem. Pochowano go w londyńskiej Katedrze Św. Pawła.
William Turner pozostawił po sobie blisko trzydzieści tysięcy prac, wśród których przeważają szkice krajobrazu. Większość z nich (282 płótna olejne, 19 049 szkiców) przekazał w testamencie Galerii Narodowej w Londynie.
W Polsce upamiętnia go Pasaż Turnera w Szczecinie, przylegający do galerii Trafostacja Sztuki; podczas wizyty w Szczecinie w 1835 r. artysta uwiecznił miasto na 21 szkicach.

## Kalendarium
- 11 grudnia 1789 – został przyjęty do Królewskiej Akademii Sztuki po egzaminie zdanym przed Joshuą Reynoldsem, założycielem i pierwszym przewodniczącym Akademii.
- 1790 – czternastoletniemu artyście przyznano stypendium umożliwiające nieodpłatne studia w Królewskiej Akademii Sztuki.
- 1791 – otrzymał pierwsze zlecenie – malowanie scenografii w londyńskim teatrze operowym Panteon przy Oxford Street.
- 1792 – odbył podróż w górzyste rejony Walii.
- 1793 – otrzymał nagrodę Wielkiej Srebrnej Palety Królewskiej Akademii Sztuki w kategorii rysunku pejzażowego.
- 1794 – techniką akwaforty wykonano reprodukcję jednej z jego akwarel, przedstawiającej widok Rochester. Wkrótce ryciny oparte na jego obrazach zaczęły ukazywać się na łamach różnych czasopism ilustrowanych.
- 1796 – zaprezentował swój pierwszy obraz olejny – Rybacy na morzu.
- 1797 – wyjechał do Krainy Jezior.
- 1798 – związał się z Sarah Danby, wdową po muzyku Johnie Danby, matką trojga dzieci. Wyprowadził się od ojca, żeby zamieszkać przy Harley Street.
- 1799 – przeprowadzka do Londynu i założenie samodzielnej pracowni malarskiej.
- 4 listopada 1799 – artysta został wybrany członkiem stowarzyszonym Królewskiej Akademii Sztuk.
- 10 lutego 1802 – przyjęto go w poczet pełnoprawnych członków Królewskiej Akademii Sztuki.
- 15 lipca 1802 – wyruszył w podróż po Europie (odwiedził Francję (Muzeum w Luwrze), Szwajcarię (Alpy) – wrażenia z tej podróży wywarły decydujący wpływ na jego twórczość.
- 1803 – rozpoczął budowę własnej galerii – uwidocznił się zmysł ekonomiczny malarza.
- 1804 – zmarła jego matka; otworzył galerię przy Harley Street.
- 1806 – rozpoczął pracę nad zbiorem szkiców – Liber studiorum (Księga studiów).
- 1817-1820 – druga podróż Turnera do Europy, tym razem dotarł do Włoch.
- 1828 – trzecia podróż do Europy, w której głównym celem był Rzym.
- 1829 – głęboko przeżył śmierć ojca; poznał Sophię Booth.
- 1833 – udał się w podróż do Drezna, Berlina, Pragi i Wiednia; zamieszkał z Sophią.
- 1834 – był świadkiem pożaru londyńskiego parlamentu, wykonując liczne szkice według których namalował później obraz (Pożar Izby Lordów i Izby Gmin).
- 1835 – pomiędzy końcem sierpnia a połową października odbył kolejną podróż na kontynent – odwiedził Hamburg, Kopenhagę, Szczecin, Berlin, Drezno, Szwajcarię Saksońską, Teplice, Pragę, Norymbergę, Würzburg, Koblencję, Kolonię i Rotterdam skąd powrócił do Londynu; zapisem tej eskapady jest sześć szkicowników[4].
- 19 grudnia 1851 – zmarł we własnym domu.

## Niektóre dzieła
- Rybacy na morzu (znany także jako Pejzaż morski z Cholmeley) (1796, olej na płótnie, 91,5x122,4 cm, Tate Gallery, Londyn) – pierwszy publicznie zaprezentowany obraz olejny artysty)
- Poranek w górach Coniston Fells, w hrabstwie Cumberland (1798, olej na płótnie)
- Piąta plaga egipska (1800, olej na płótnie, 124x183 cm, Indianapolis Museum of Art)
- Bohater setki bitew  (1800–1847, olej na płótnie, Galeria Tate, Londyn) został gruntownie przemalowany w 1847 r.: Turner, darzący księcia Wellingtona szczerym podziwem, przetworzył swój stary obraz w sposób wizjonerski: scenę zarejestrowaną najpewniej w słynnej hucie stali niedaleko Merthyr na południu Walii, przedstawiającą kobietę siedzącą wśród kół zębatych, uzupełnił o nowy, dominujący element – oglądamy proces odlewania posągu bohaterskiego wodza, wielką lawę rozgrzanego stopu metali.
- Holenderskie statki w wichurze (1801, olej na płótnie, 162,5x221 cm, National Gallery w Londynie) – jeden z pierwszych obrazów artysty ukazujący jego mistrzostwo w przedstawianiu żywiołów, dzięki niemu zdobył przychylność Benjamina Westa i Henry’ego Fuseli co otworzyło mu drogę do członkostwa Królewskiej Akademii Sztuki
- Burza śnieżna: Hannibal przekraczający Alpy 1812 obraz olejny, 146x237 cm, Tate Gallery, Londyn) – najbardziej imponujący obraz Turnera, realizujący romantyczną ideę wzniosłości
- Przejście przez strumień (1815, olej na płótnie, 193x165 cm, Tate Gallery, Londyn) – inspirowany przez obrazem Claude’a Lorraina Pejzaż z odpoczynkiem Świętej Rodziny do Egiptu. Czasami płótno jest interpretowane jako alegoria dojrzewania – smukłe drzewa z lewej strony kojarzą się z dorosłością
- Dydona wznosi Kartaginę (1815, olej na płótnie, 155,5x230 cm, National Gallery, Londyn)
- Zatoka Neapolitańska lub Gniew Wezuwiusza (ok. 1817, akwarela na papierze, 17,6 × 28,4 cm, Tate Gallery, London)
- Bitwa pod Trafalgarem (1823–1824, olej na płótnie, 261,5×368,5 cm, National Maritime Museum, Greenwich)
- Ramstage  (1826–1828, ołówek i akwarela na papierze, 16×23,2 cm, Tate Gallery, London) z cyklu Porty Anglii
- Ulisses drwiący z Polifema (1829, olej na płótnie, 132,7x203,2 cm, National Gallery, Londyn) – obraz, którego wizjonerskie efekty kolorystyczne wiązano ze świetlistymi odcieniami renesansowych fresków, które malarz miał okazję podziwiać w trakcie pobytu w Pizie
- Pożar Izby Lordów i Izby Gmin (1834, 92,1× 23,2 cm, Philadelphia Museum of Art, Filadelfia)
- Wenecja – widok z kanału Giudecca (1840, 61x91,5 cm, Muzeum Wiktorii i Alberta, Londyn – obraz namalowany na zamówienie bogatego handlarza tkaninami Johna Sheepshanksa, wystawiony w tym samym roku w Royal Academy, a w 1857 został podarowany przez właściciela muzeum w Londynie. Krytycy ten i inne tzw. weneckie obrazy uznali za rapsodie szalonego pędzla Turnera i czyste kaprysy maniakalnego koloryzmu
- Statek niewolniczy (1840, olej na płótnie, 90,8×122,6 cm, Museum of Fine Arts, Boston)
- Księżyc w nowiu lub Straciłem łódkę, nie będziesz mieć serca  (1840, olej na desce mahoniowej)
- Deszcz, para, szybkość (1844, 91x122 cm, National Gallery, Londyn) – jeden z najnowocześniejszych obrazów Turnera wyrażający uczucie podniecenia związane z jazdą pociągiem (malując ten obraz artysta odwołał się do wydarzenia, kiedy to w czasie jednej ze swoich pierwszych podróży pociągiem wychylił się przez okno w czasie burzy, by głębiej przeżyć siłę żywiołu)
- Burza śnieżna (Parowiec wychodzący z portu) (1842, olej na płótnie, 91,5x122 cm, Tate Gallery, Londyn)
- Ostatnia droga Temeraire’a (1839, olej na płótnie, 91x122 cm, National Gallery, Londyn)

## Biografie
- G. Crepaldi: Turner i Constable, Warszawa 2006 (Klasycy Sztuki)
- C. Jones: Turner, Warszawa 1997
- William Turner, Poznań 2006 (Wielka Kolekcja Sławnych Malarzy, t. 12)
- D. Zabunyan: William Turner, Siechnice 1999 (Wielcy Malarze, nr 21)